# Desbuquois-Syndrom
Das Desbuquois-Syndrom ist eine sehr seltene angeborene Skelettdysplasie mit den Hauptmerkmalen skoliotischer mikromeler Kleinwuchs, typischer Gesichtsform und überstreckbaren Gelenken.
Synonyme sind Desbuquois-Dysplasie; DBQD; englisch Micromelic Dwarfism.
Das Syndrom ist benannt nach dem Erstautor der Erstbeschreibung aus dem Jahre 1966 durch den französischen Arzt Georges Desbuquois und Mitarbeiter aus Tours.

## Verbreitung
Die Häufigkeit wird mit unter 1 zu 1.000.000 angegeben, bislang wurde über weniger als 50 Betroffene berichtet. Die Vererbung erfolgt autosomal-rezessiv.

## Ursache
Je nach zugrunde liegender Mutation können folgende Typen unterschieden werden:
- Typ 1 mit Mutationen im CANT1-Gen auf Chromosom 17 Genort q25.3[5]
- Typ 2 mit Mutationen im XYLT1-Gen auf Chromosom 16 an p12.3, das für die Xylosyltransferase 1 kodiert.[6][1]

## Klinische Erscheinungen
Klinische Kriterien sind:
- schwerer Kleinwuchs mit Skoliose im Halswirbelbereich, Spaltwirbel
- Muskelhypotonie (verminderte Muskelspannung)
- überstreckbare Gelenke, Finger- und Radiusköpfchenluxation, zusätzliche Knochenkerne der Finger
- auffälliges rundes und flaches Gesicht mit Mikrostomie, Mikrognathie, langem Philtrum, Sattelnase
- flacher Brustkorb eventuell mit Lungenhypoplasie
- Klumpfuß
- Schlafapnoe

Die beiden Typen 1 und 2 unterscheiden sich klinisch durch charakteristische Handveränderungen (akzessorische Ossifikationskerne distal des II. Metakarpale, gedoppelter Endphalanx oder Deltaphalanx), die beim Typ 2 fehlen.
Eine Form von geringerer Ausprägung wird mitunter als Kim-Variante bezeichnet.

## Diagnose
Bereits im Mutterleib kann der Kleinwuchs mit verkürzten Gliedmaßen entdeckt werden.
Radiologisch finden sich Zeichen einer epimetaphysären Dysplasie mit abgeflachten und verkürzten Femurmetaphysen, sowie Auffälligkeiten an der Handwurzel, den Mittelhandknochen und Fingern.
Diagnostische Hinweise sind:
- Entwicklungsbeschleunigung der Mittelhandknochen
- charakteristisch verformte Femurköpfe
- Radiale Abweichung des Zeigefingers mit einem überzähligen Ossifikationszentrum in den Fingergliedern gilt als ausreichend für die Diagnosestellung (pathognomonisch), kommt aber nicht regelmäßig vor.[1]

## Differentialdiagnose
Abzugrenzen sind:
- Larsen-Syndrom aufgrund der Gesichts- und Skelettveränderungen
- einschließlich Reunion Insel-Variante des Larsen-Syndroms[8]
- CHST3-assoziierte Skelettdysplasie (autosomal-rezessive Form des Larsen-Syndromes)
- Catel-Manzke-Syndrom aufgrund der normalen Körperlänge
- Diastrophische Dysplasie
- Pseudodiastrophische Dysplasie
- gPAPP-Mangel, (Synonym:  Chondrodysplasie mit Gelenkkontrakturen, gPAPP-Typ)[9]

## Behandlung und Aussichten
Zur Behandlung kommen orthopädische Korrekturen infrage. Typ 1 hat aufgrund möglicher Lungenhypoplasie ein auf 33 % erhöhtes Risiko, an einer Respiratorischen Insuffizienz zu versterben.